# Nobuharu Matsushita
Nobuharu Matsushita, född den 13 oktober 1993 i Saitama, är en japansk racerförare. Matsushita startade sin formelbilkarriär 2011, men slog igenom på riktigt i Formula Challenge Japan 2012, då han lyckades ta hem mästerskapssegern. Under 2013 tävlade han i det japanska F3-mästerskapet och blev femma, men 2014 lyckades han ta hem mästerskapssegern. Framgångarna i Japan ledde till att han fick kontrakt med ART Grand Prix om att tävla i GP2 Series 2015, med stöd av Honda.